# Buprestoidea
Buprestoidea (buprestoídeos) é uma superfamília de besouros.
Contém as duas seguintes famílias:
- Buprestidae Leach 1815, vulgarmente conhecidos como besouros-joia, de tegumento metálico e perfuradores de madeira.
- Schizopodidae LeConte 1861